# El Informador
El Informador est un quotidien d'information mexicain fondé en 1917. Sa rédaction est située à Guadalajara, au Jalisco.